# Arizona State Route 96
La State Route 96 (SR 96) è un'autostrada statunitense situata nella parte centrale dell'Arizona.
La strada attraverso principalmente la città di Bagdad.